# NGC 7401
NGC 7401 (również PGC 69911) – galaktyka spiralna (Sa), znajdująca się w gwiazdozbiorze Ryb. Odkrył ją 2 października 1856 roku R.J. Mitchell – asystent Williama Parsonsa.